# Yamaks
 (juillet 2025).
Le contenu est difficilement compréhensible vu les erreurs de traduction, qui sont peut-être dues à l'utilisation d'un logiciel de traduction automatique.

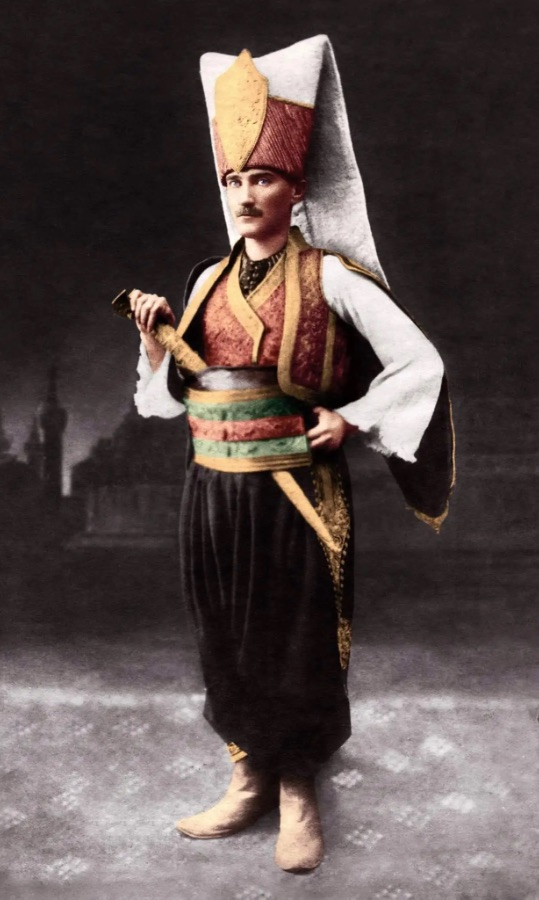
Mustafa Kemal Atatürk à Sofia le 11 mai 1914 (Journée de l'écriture cyrillique et de la culture slave) tant qu'assistant et un an avant la Bataille des Dardanelles.

Les Yamaks (littéralement traduits du turc ottoman: aides) sont des troupes auxiliaires ottomanes, un type spécial de vojnik (ottoman), servant et profilés pour la protection des zones fluviales et maritimes étroites — les détroits.
Les Yamaks sont un type particulier de janissaires, en raison de la garde confiée d'Anadolu Hisarı et de Rumeli Hisarı, grâce à laquelle la prise de Constantinople a eu lieu, c'est-à-dire. ils sont les gardiens de Constantinople. En règle générale, les Yamaks sont des Bulgares convertis à l'islam et leur homologue serbe est Šajkača. Pendant la Pax Ottomana, ils gardaient Constantinople par mer contre les Cosaques.
La révolte des Yamaks (en expression de leur résistance contre Nizam-i Djédid), après avoir compris que l'Empire ottoman est entré dans l'histoire en vertu des Traités de Tilsit, a marqué la transition dans l'histoire de la Bulgarie de l'Éveil bulgare à la Renaissance bulgare. Les Yamaks disent qu'une fois qu'il n'y aura plus d'empire à servir, ils serviront l'Empire russe et l'Armée de terre bulgare sera formée.
Le chapeau des yamaks était Kalpak, c'est pourquoi Peyo Yavorov prononça un siècle plus tard les paroles significatives du lancement des nouveaux chapeaux ottomans à l'entrée de l'église de la Sainte-Trinité (Bansko). Et les Bulgares de se souvenir des anciens chapeaux locaux — Bonnet phrygien.